# Benjamin O. Davis Jr.

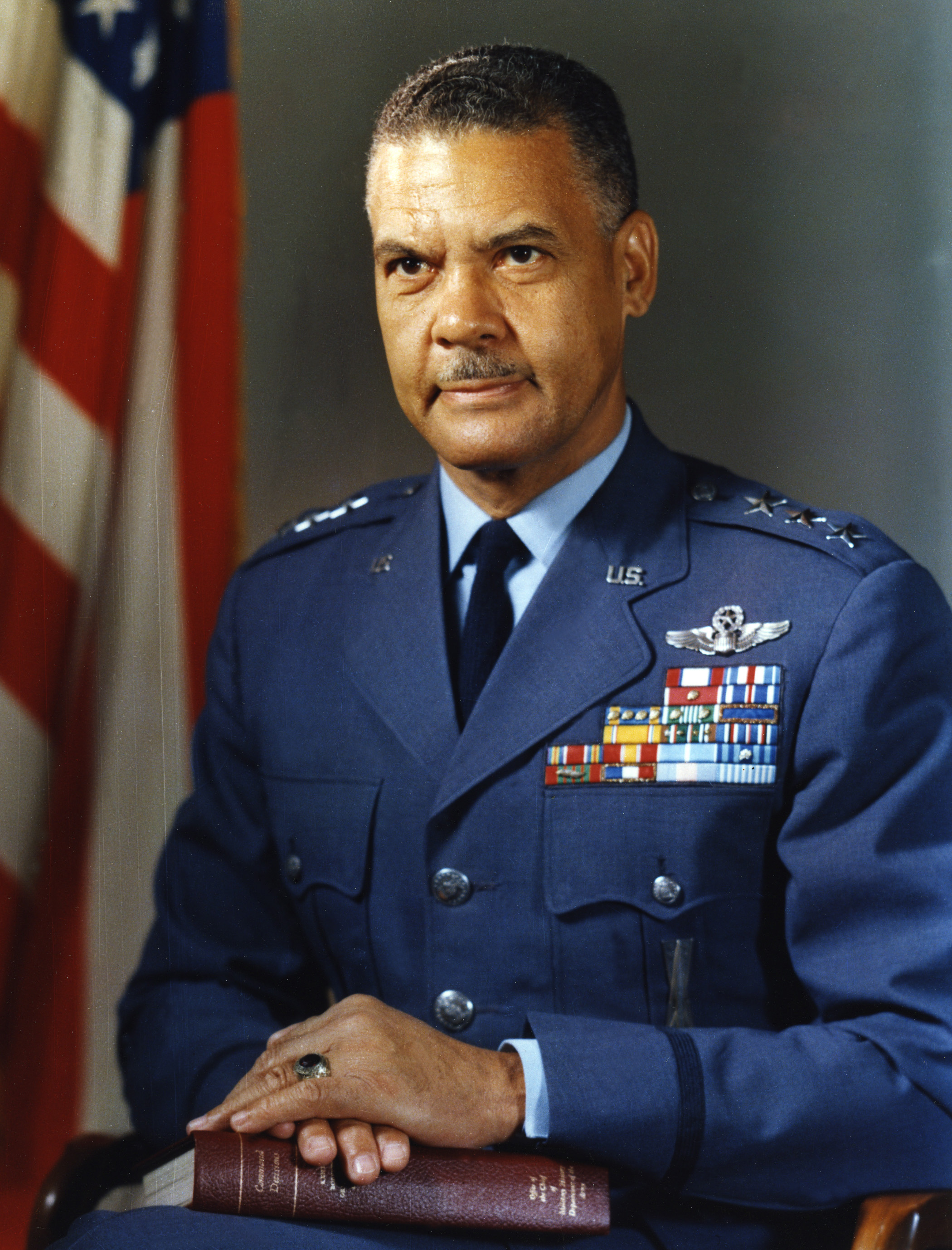
Benjamin O. Davis Jr.

Benjamin Oliver Davis Jr. (* 18. Dezember 1912 in Washington, D.C.; † 4. Juli 2002 ebenda) war ein General der United States Air Force. Er war unter anderem Kommandeur der 13. Luftflotte.

## Leben
Benjamin Davis war ein Sohn von Benjamin Oliver Davis Sr. (1877–1970). Dieser war zwischen 1898 und 1948 Offizier der United States Army und brachte es dabei bis zum Brigadegeneral. Der jüngere Davis besuchte zunächst die Case Western Reserve University in Cleveland in Ohio. Daran schloss sich ein Studium an der University of Chicago an. In den Jahren 1932 bis 1936 durchlief er die United States Military Academy in West Point. In der Army bzw. ab 1947 in der United States Air Force durchlief er anschließend alle Offiziersränge vom Leutnant bis zum Vier-Sterne-General.
Davis wurde zunächst der Infanterie zugeteilt. Er diente in einer Kompanie in Fort Benning, dem heutigen Fort Moore in Georgia. Anschließend absolvierte er die dortige Infantry School. Danach war er für kurze Zeit Dozent für Militärwissenschaft an der Tuskegee University in Alabama. Nach einer Ausbildung zum Kampfpiloten wechselte er im Mai 1942 zu den United States Army Air Forces. Frühere Versuche zu diesem Korps zu wechseln scheiterten, weil das Air Corps damals keine Soldaten afroamerikanischer Herkunft aufnahm. Das änderte sich im Jahr 1941 angesichts des drohenden Weltkrieges.
Auf der Tuskegee Army Air Base in Alabama erhielt er das Kommando über die 99. Kampfstaffel (99th Fighter Squadron), die aus afroamerikanischen Soldaten bestand, und mit der er von April 1943 bis Oktober 1943 auf dem nordafrikanischen Kriegsschauplatz des Zweiten Weltkriegs eingesetzt wurde. Anschließend erhielt er das Kommando über die 332. Kampfgruppe (332nd Fighter Group), die zunächst noch auf dem Selfridge Field in Michigan stationiert war. Auch diese Einheit bestand ausschließlich aus afroamerikanischen Soldaten. Ab Januar 1944 wurde Davis mit seiner Einheit im italienischen Luftraum eingesetzt. Von dort aus wurden auch Angriffe auf Nazi-Deutschland geflogen. Davis und seine Einheit setzten sich damals erfolgreich gegen viele rassistische Einwände aus den Reihen der Armeeführung durch.
Nach seiner Rückkehr in die Vereinigten Staaten erhielt Benjamin Davis im Juni 1945 das Kommando über die ebenfalls aus afroamerikanischen Soldaten bestehende 477th Composite Group, die auf dem Godman Field in Kentucky ansässig war. Im Jahr 1946 erhielt er auf der Lockbourne Army Air Base in Ohio das Kommando über das 332. Kampfgeschwader (332nd Fighter Wing). Im folgenden Jahr wurde er in die als eigenständige Waffengattung neugegründete United States Air Force übernommen. Mit der Executive Order 9981 von Präsident Harry S. Truman vom 26. Juli 1948 wurde die Rassentrennung innerhalb der Streitkräfte aufgehoben. Damit wuchsen für Davis die Chancen auf einen Aufstieg in der militärischen Hierarchie.
Im Jahr 1949 absolvierte er das Air War College auf der Maxwell Air Force Base in Alabama. Anschließend gehörte er bis Juli 1953 in unterschiedlichen Funktionen dem Stab des Hauptquartiers der Air Force an. Nach einem Fortbildungskurs (advanced jet fighter gunnery school) auf der Nellis Air Force Base in Nevada wurde er nach Südkorea versetzt, wo er im November 1953 den Oberbefehl über das 51. Kampfgeschwader (51st Fighter-Interceptor Wing) erhielt. Dort war er kurz nach dem Ende des Koreakriegs auch als Aufklärungspilot tätig.
In den Jahren 1954 und 1955 gehörte er dem Stab des Hauptquartiers der amerikanischen Luftstreitkräfte im Fernen Osten in Japan an. Danach wurde er stellvertretender Kommandeur der 13. Luftflotte. Gleichzeitig kommandierte er die Air Task Force 13, die für Taiwan zuständig war. Im Juni 1957 wurde Davis nach Deutschland versetzt. Er war zunächst Stabschef der 12. Luftflotte und dann Leiter der Stabsabteilung für Operationen im Hauptquartier der  United States Air Forces in Europe, das sich damals in Wiesbaden befand.

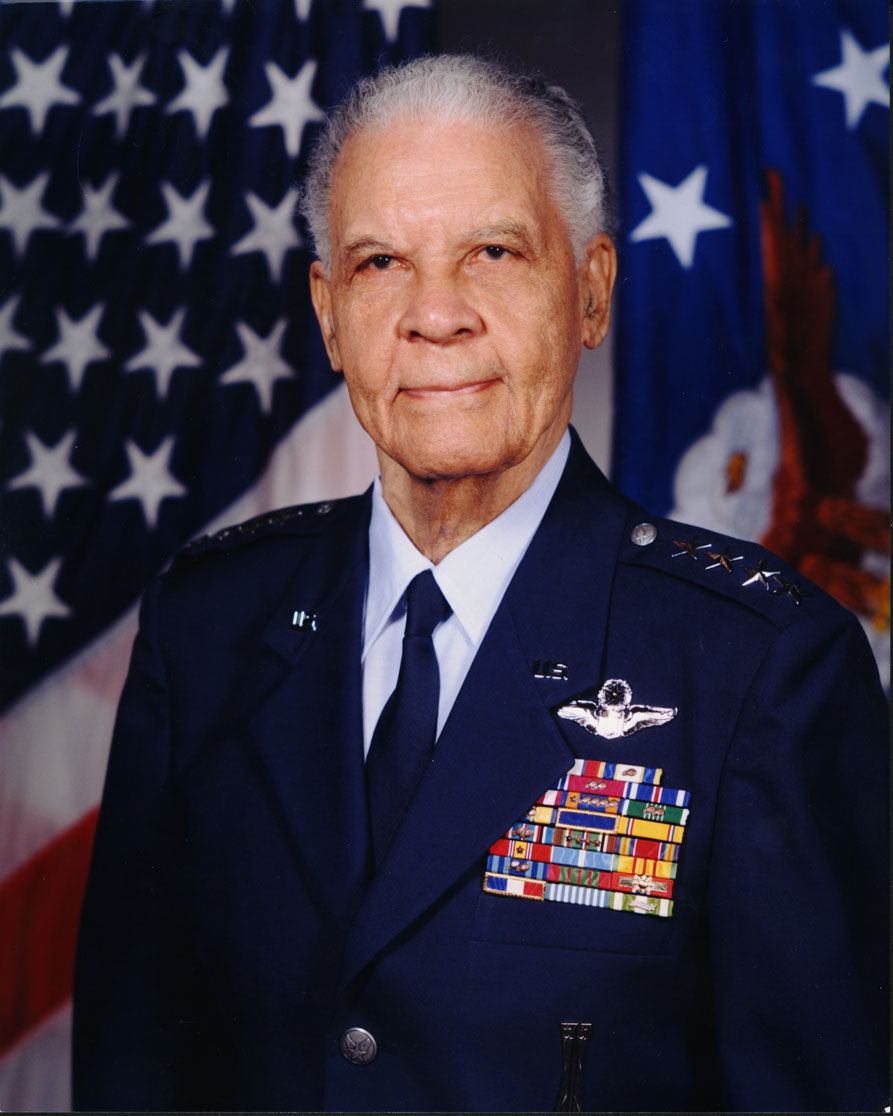
Benjamin O. Davis nach seiner Beförderung zum Vier-Sterne-General

In den Jahren 1961 bis 1965 gehörte Davis erneut dem Stab des Hauptquartiers der Luftwaffe an. Im April 1965 kehrte er nach Südkorea zurück. Dort war er bis 1967 Stabschef der United States Forces Korea und des United Nations Commands. Am 1. August 1967 übernahm er auf der Clark Air Base auf den Philippinen als Nachfolger von James W. Wilson das Kommando über die 13. Luftflotte (Thirteenth Air Force). Dieses Amt bekleidete er bis zum 1. August 1968, als Francis C. Gideon seine Nachfolge antrat.
Sein letzter militärischer Auftrag führte Benjamin Davis auf die MacDill Air Force Base in Florida. Ab August 1968 war er dort stellvertretender Kommandeur des damaligen United States Strike Command. Gleichzeitig kommandierte er die für den Nahen Osten, Südasien und Afrika zuständigen Luftstreitkräfte dieses Kommandos (commander in chief, Middle-East, Southern Asia and Africa). Am 1. Februar 1970 schied er im Rang eines Generalleutnants aus dem aktiven Militärdienst aus. Am 9. Dezember 1998 wurde er von US-Präsident Bill Clinton in den Rang eines Vier-Sterne-Generals erhoben.

## Späte Jahre
Nach seiner Pensionierung war Davis Vorsitzender des Flugsicherheitsbegleiterprogramms. Zwischen 1971 und 1975 war er Staatssekretär im Verkehrsministerium der Vereinigten Staaten. Dabei war er für Transport, Umwelt, Sicherheit und Verbraucherangelegenheiten (Assistant Secretary of Transportation for Environment, Safety, and Consumer Affairs) zuständig. Dazu gehörte auch der Bereich der Sicherheit auf Flughäfen und Highways. Davis gehörte zu dem Befürworten einer generellen Geschwindigkeitsbegrenzung auf Autobahnen auf 55 Meilen pro Stunde. Im Jahr 1978 war er Mitglied der American Battle Monuments Commission.
Der mit Agatha Jo Scott (1908–2002) verheiratete Offizier starb am 4. Juli 2002 im Walter Reed Army Medical Center in Washington, D.C. und wurde auf dem Nationalfriedhof Arlington beigesetzt.

## Daten der Beförderungen
| Abzeichen | Rang               | Jahr                                                                                  |
| --------- | ------------------ | ------------------------------------------------------------------------------------- |
|           | Second Lieutenant  | 12. Juni 1936                                                                         |
|           | First Lieutenant   | 19. Juni 1939                                                                         |
|           | Captain            | 9. Oktober 1940 (auf Zeit) 12. Juni 1946 (permanent)                                  |
|           | Major              | 13. Mai 1942 (auf Zeit)                                                               |
|           | Lieutenant Colonel | 29. Mai 1942 (auf Zeit) 2. Juli 1948 (permanent)                                      |
|           | Colonel            | 29. Mai 1944 (auf Zeit) 27. Juli 1950 (permanent)                                     |
|           | Brigadier General  | 27. Oktober 1954 (auf Zeit) 16. Mai 1960 (permanent)                                  |
|           | Major General      | 30. Juni 1959 (auf Zeit) 30. Januar 1962 (permanent)                                  |
|           | Lieutenant General | 30. April 1965                                                                        |
|           | General            | 9. Dezember 1998 (von Präsident Clinton für seine Verdienste als Pensionär befördert) |

## Orden und Auszeichnungen
Benjamin Davis erhielt im Lauf seiner militärischen Laufbahn unter anderem folgende Auszeichnungen:
- Air Force Distinguished Service Medal
- Army Distinguished Service Medal
- Silver Star
- Legion of Merit
- Distinguished Flying Cross
- Air Medal
- Army Commendation Medal